# أمين إسكندر
أمين اسكندر (1952 - 28 نوفمبر 2022) كاتب وسياسي مصري، ساهم في تأسيس جميع الأحزاب الناصرية، وانتخب عضوًا في أول برلمان (مجلس الشعب) بعد ثورة 25 يناير.

## المسيرة المهنية
ولد أمين إسكندر في منتصف عام 1952 قبل أسابيع قليلة من قيام الثورة، وبدأ نشاطه السياسى منذ كان طالبا في الثانوي وشارك في المظاهرات وقتها عام 1968 تأييدا للمقاومة الفلسطينية. وبعد دخوله الجامعة ساهم مع رفاقه في تأسيس أندية الفكر الناصرى، وشارك في لقاء ناصر الفكرى منذ انعقاده الأول وحتى السابع، وكان واحداً من الكوادر الناصرية الشابة التي أعدت وثيقة الزقازيق، والتي أصدرها مئة من قيادات الحركة الناصرية آنذاك وحددت موقف معارض بشكل شامل لسياسات نظام السادات في عام 1976.
شارك أمين إسكندر في مظاهرات الخبز عام 1977، وتعرض للاعتقال عدة مرات كان أولها عام 1978 بتهمة قلب نظام الحكم.
تولى أمين إسكندر مسئولية عدة مواقع وأعمال جبهوية، من بينها منسق حملة الدفاع عن سليمان خاطر، ومنسق الحملة الشعبية ضد التطبيع والصهيونية، كما يعد واحدا من النشطاء الستة الذين أسسوا ورتبوا لبدايات حركة كفاية.
على الصعيد الحزبى، ساهم أمين إسكندر في كافة مشروعات وتجارب تأسيس أحزاب ناصرية، بدءا من المنبر الاشتراكي مع كمال الدين رفعت، ثم الحزب الاشتراكي مع فريد عبد الكريم، ثم حزب التحالف مع كمال أحمد، وأخيرا الحزب الناصري بقيادة ضياء الدين داود. والذي كان أمين إسكندر أحد قياداته وتولى فيه مسئولية العمل التثقيفى والفكرى مرات عديدة، وهو نفس الموقع الذي تولاه إسكندر في حزب الكرامة ، والذي يشغل به حاليا موقع وكيل المؤسسين. كما انتخب إسكندر عضوا في الأمانة العامة للمؤتمر القومي العربي في دورته الحالية وعضو مجلس أمناء التيار الشعبي المصري .
كتبة :
بالإضافة إلى جهده السياسى والحركى، فإنه صاحب جهد فكرى مميز، حيث أصدر العديد من الكتب والدراسات والأبحاث، منها (ذاكرة ورؤيا) و(في نقد تحالف كوبنهاغن) ، وكذا عدد من الكتب المشتركة مثل (عبور الهزيمة) و(الحركة القومية في مائة عام) ،وأخيرا صدر له : عصر القهر والفوضى، والزلزال:دراسات من داخل الأزمة العربية، ونقد التجربة الناصرية رؤى من الداخل .

## نشاطه بعد ثورة 25 يناير
أصبح عضوًا في مجلس الشعب، بعد فوزه بالانتخابات التي جرت بين نوفمبر 2011 ويناير 2012، على قوائم التحالف الديمقراطي من أجل مصر، ممثلًا لحزب الكرامة (الناصري).
أصدر كتاب "التنظيم السري لجمال عبد الناصر" في سنة 2016 عن مركز المحروسة للنشر والخدمات الصحفية والمعلومات.

## وفاته
وتوفي أمين اسكندر يوم الإثنين 28 نوفمبر 2022.